# Oststadt (Neubrandenburg)

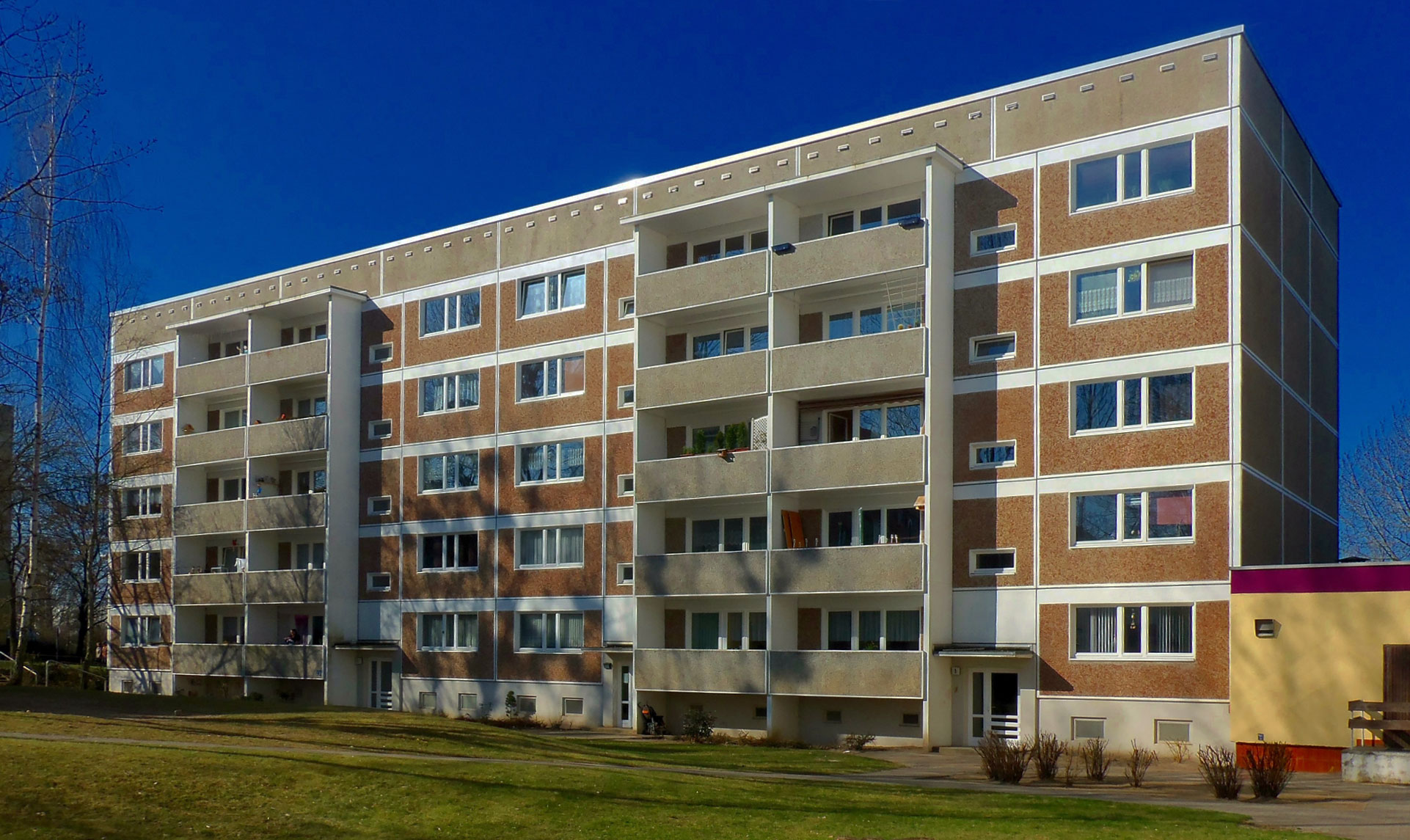
Erster DDR-Block vom Typ WBS 70 überhaupt, 1973 in der Oststadt errichtet.

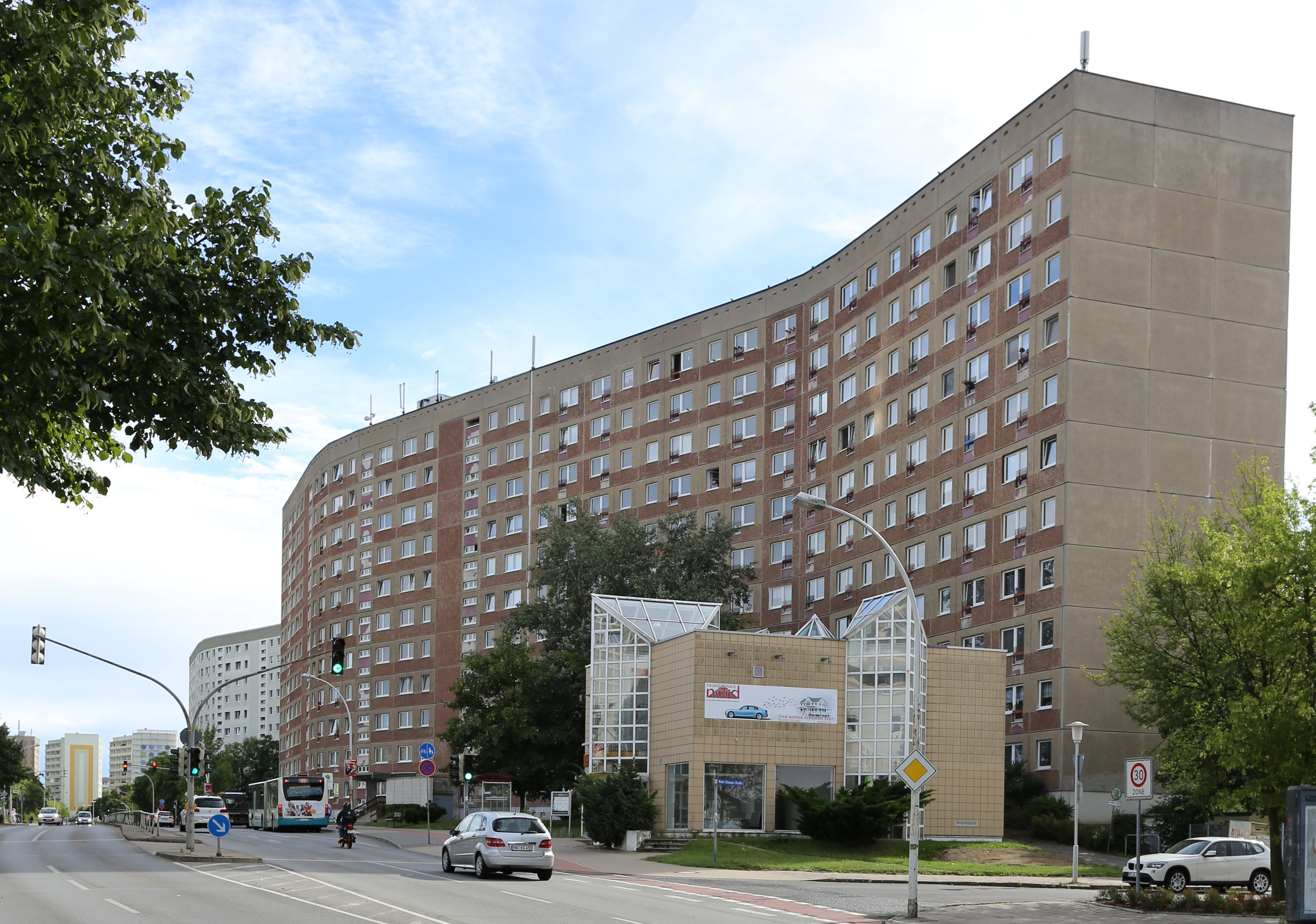
Hauptzufahrt zur Oststadt (östlicher Juri-Gagarin-Ring): Das Gelände steigt hier stark an; die Folge von schlangenförmigen Gebäuden und später geknickten Gebäuden formte den Weg und fasste ihn räumlich. Der hier sichtbare Wohnblock wurde 2016 abgerissen.

Die Oststadt ist ein Stadtgebietsteil von Neubrandenburg und gehört zum Stadtgebiet Ost. Grundsteinlegung und Baubeginn der Oststadt war der 22. April 1970.
Bei der Oststadt handelt sich nach der Südstadt, die von 1957 bis etwa 1960 gebaut wurde, um das zweite zusammenhängend geplante und realisierte Wohngebiet Neubrandenburgs aus der Nachkriegszeit. Das Wohngebiet entstand im Laufe der 1970er Jahre nach dem Entwurf von Iris Grund, Günter Gisder, Kurt Ehlert, Manfred Hartung und Klaus Radecke; die Freiflächen plante Eberhard Spilker. Die das Projekt leitende Berliner Architektin Iris Grund hatte bereits das im Zentrum Neubrandenburgs errichtete Haus der Kultur und Bildung entworfen. Geplant wurde das Gebiet bereits in den 1960er Jahren mit einem prestigeträchtigen Anspruch.
In der Planungsphase für die Oststadt waren noch sehr aufwändige Spezialbauten geplant, wie etwa ein dreibeiniges Hochhaus auf kreisrundem Sockel und vielgliedrige Schlangen. Ausgeführt wurde das Gebiet letztlich aus finanziellen Gründen jedoch mit nur wenigen Wohnungsbautypen in unterschiedlicher Anordnung, darunter einem nur für Neubrandenburg entwickelten sowie mit der WBS 70. Etwa steht in dem Viertel der erste WBS-70-Block, der dort 1973 gebaut wurde (Koszaliner Straße 1/3/5/7). Er steht bereits seit 1984 unter Denkmalschutz.

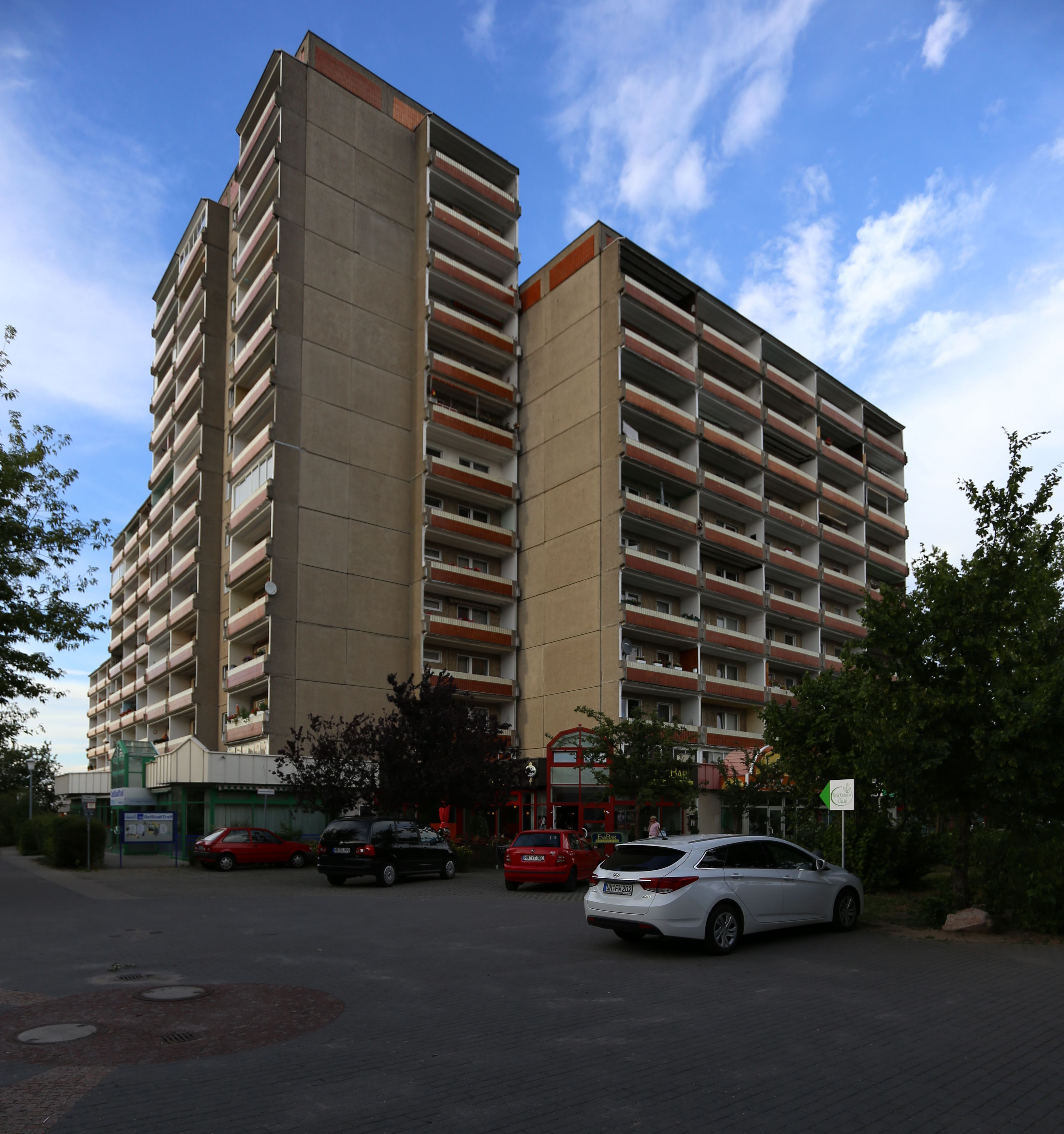
Juri-Gagarin-Ring 29 („Treppenhochhaus“): Eines der expressivsten Hochhäuser, das auch von Weitem erkannt werden kann, etwa vom Datzeberg

Das Besondere an dem Wohngebiet ist zunächst der geologischen Situation geschuldet. Neubrandenburg liegt in einem durch das Jung-Alluvium ausgewaschenen, in der zweiten Eiszeit entstandenen und so sehr bewegten Gelände. Das Gelände der Siedlung liegt nun überwiegend auf einem eiszeitlichen Hochplateau. Von der Bundesstraße 104 als der Haupterschließung des Viertels, steigen die Straßen zu diesem Hochplateau an. Dieses wurde genutzt, um die wichtigste der Einfahrten in das Viertel, den Juri-Gagarin-Ring, mit begleitenden Hochhäusern zu säumen. Diese drei betonen die geschwungen ansteigende Straßenführung und führen so räumlich in das Viertel hinein. Fortgesetzt wird die Folge der drei Hochhäuser dann mit weiteren, besonderen Typenbauten: Dieser Neubrandenburger Wohnhochhaustyp steht in dem Viertel in einer einfach geknickten Variante, in einer zweimal eingeknickten Variante und in einer einmal einschwingenden und einmal ausschwingenden Variante. Mit diesen drei Formen ist eine erstaunliche Vielfalt erreicht, die an verschiedenen Stellen als Einzelbauten, als Folgen oder als Kontrastierungen eingesetzt sind.
Bemerkenswert ist zudem das erhaltene und ebenfalls unter Denkmalschutz stehende Wandbild auf Keramikfliesen „Kinder – Träume – Zukunft“ von Erhard Großmann aus dem Jahre 1972. Es gehörte zu der Schülergaststätte in der Ziolkowskistraße, die 1973 nach dem Entwurf von Hans Steindl erbaut wurde. Diese Schülerspeisung ergänzte einst das in der Oststadt zentral gelegene, aus zahlreichen einzelnen Oberschulen und der Erweiterten Oberschule (Gymnasium) bestehende Schulzentrum, dessen Gebäudekomplexe inzwischen weitgehend abgerissen wurden. Nach der Wende wurde der Bau grundlegend verändert und beherbergt heute eine Handelskette, ein Restaurant und mehrere kleinere Geschäfte. Zudem wurde in den 1990er Jahren das Einkaufszentrum Lindetal-Center errichtet, gegenüber von diesem entstand in den 2000er Jahren ein Neubau für die Handelskette Kaufland.

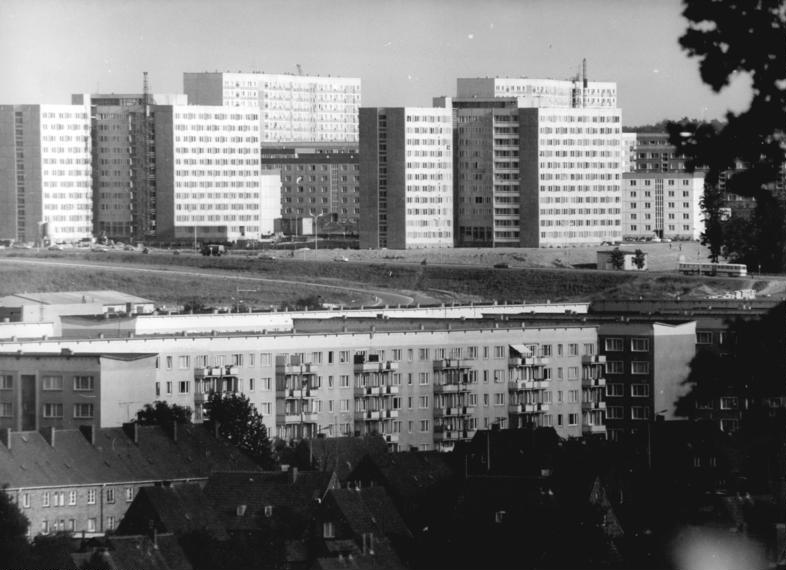
Blick auf die Oststadt im Juli 1974
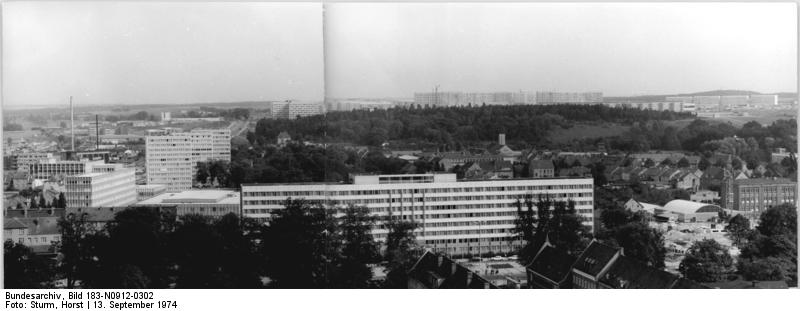
Blick vom HKB-Turm auf die Oststadt im Hintergrund, September 1974
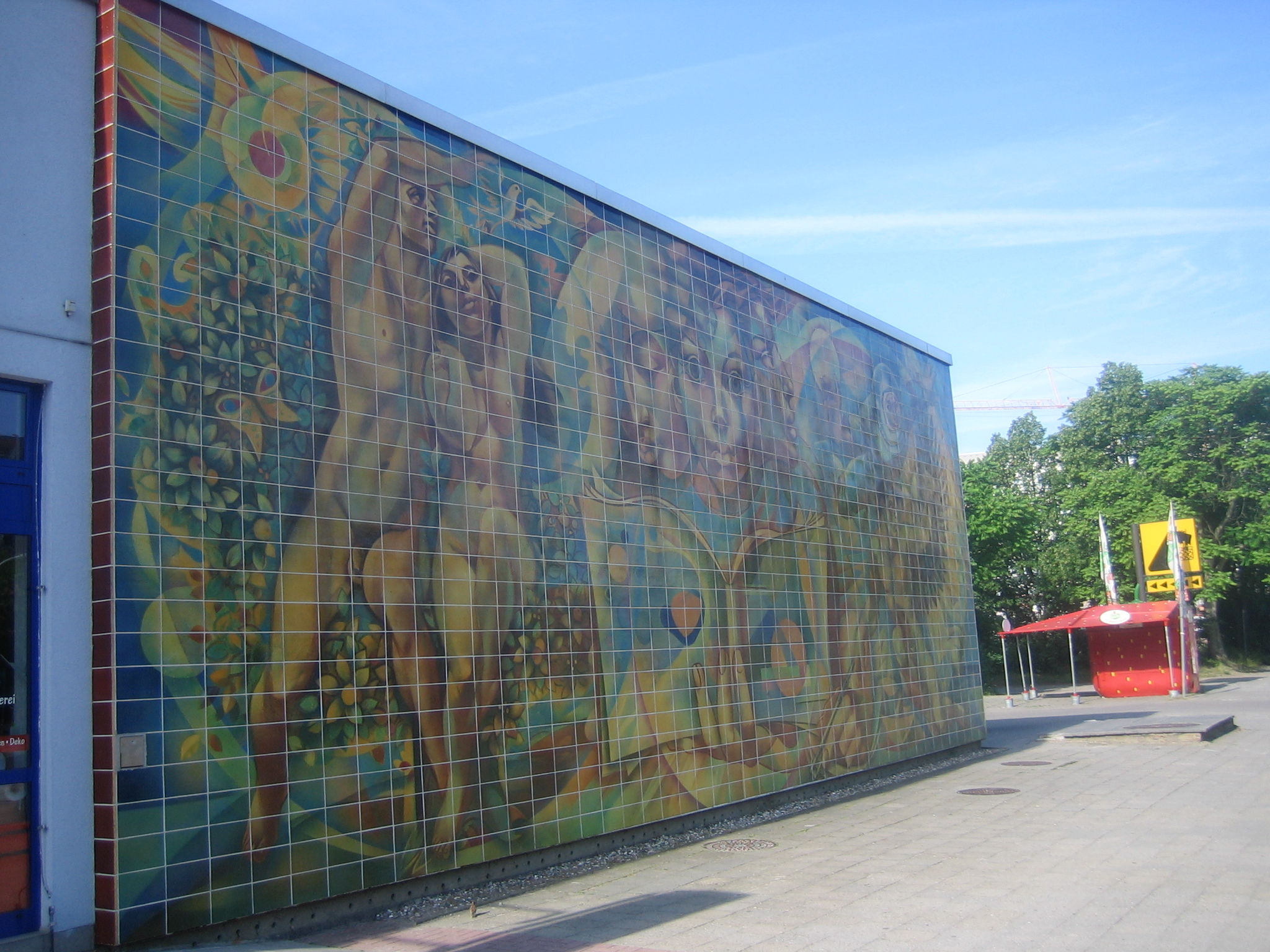
Wandbild „Kinder – Träume – Zukunft“ an der ehemaligen Schülergaststätte (Ziolkowskistraße)
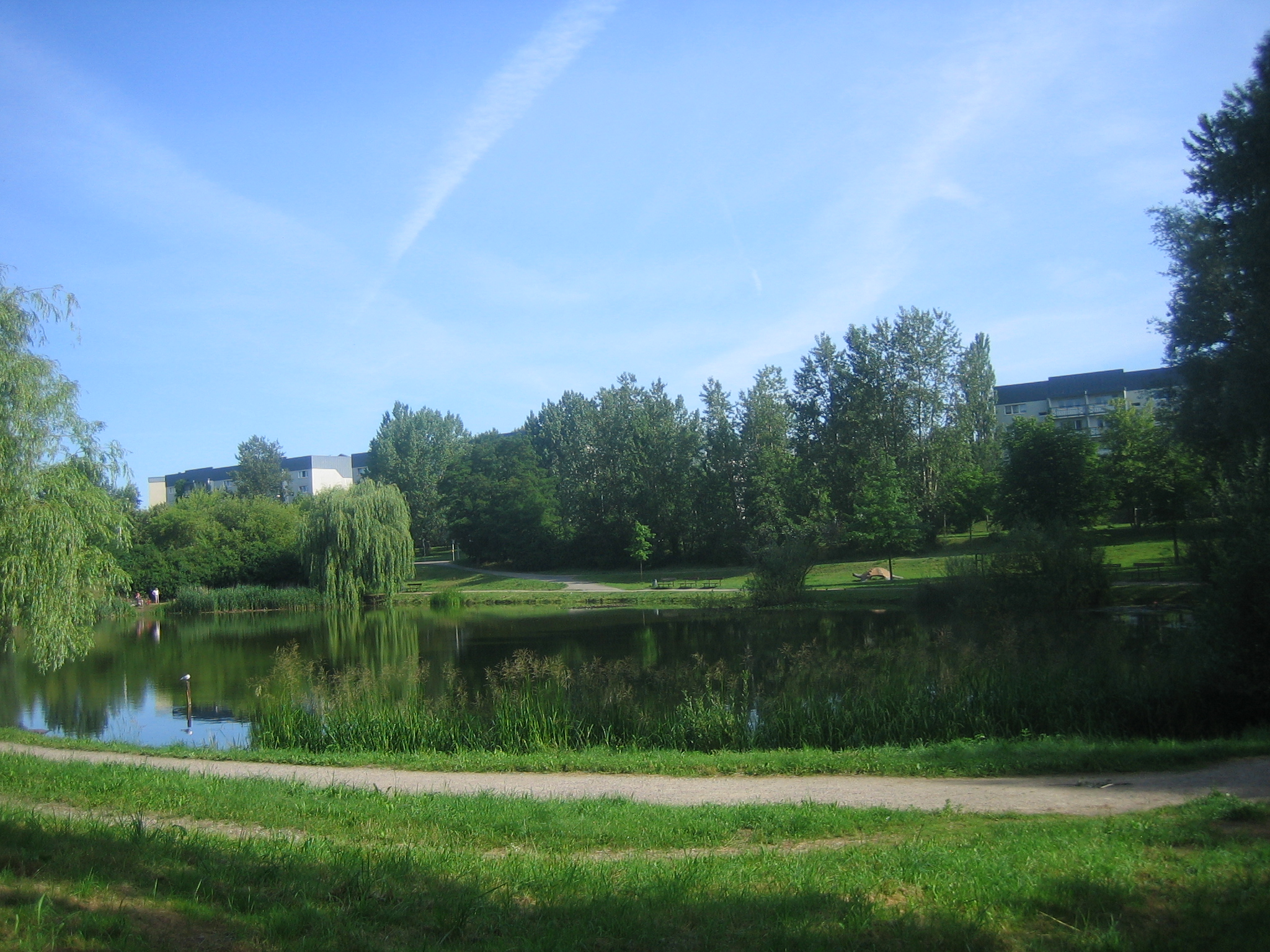
Freizeitteich „Ihlenpool“